# Villa de Álvarez
Villa de Álvarez és una ciutat de situda al costat de la ciutat de Colima en l'estat homònim. Actualment ambdues ciutats resten unides i per a un nou vingut resulta difícil saber en quina de les dues ciutats et trobes. El municipi té 65000 habitants aproximadament.
La Universitat de Colima hi té campus.
A la vila s'hi pot destacar:
- "El Agua Fría": una font d'aigua transparent a temperatura ambient rodejat d'una vegetació frondosa. Hi ha taules per a fer un "pic-nic". Es troba a 17 km de la ciutat.
- "La Piedra de Juluapan": la llegenda diu que el Rei Colimán va ésser enterrat amb els seus tresors en aquell punt. resta a 5 km de la Vila.
- "La Campana": zona arqueològica de l'ocupació prehispànica que data del 1500 aC.